# Ołtarz wiedeński

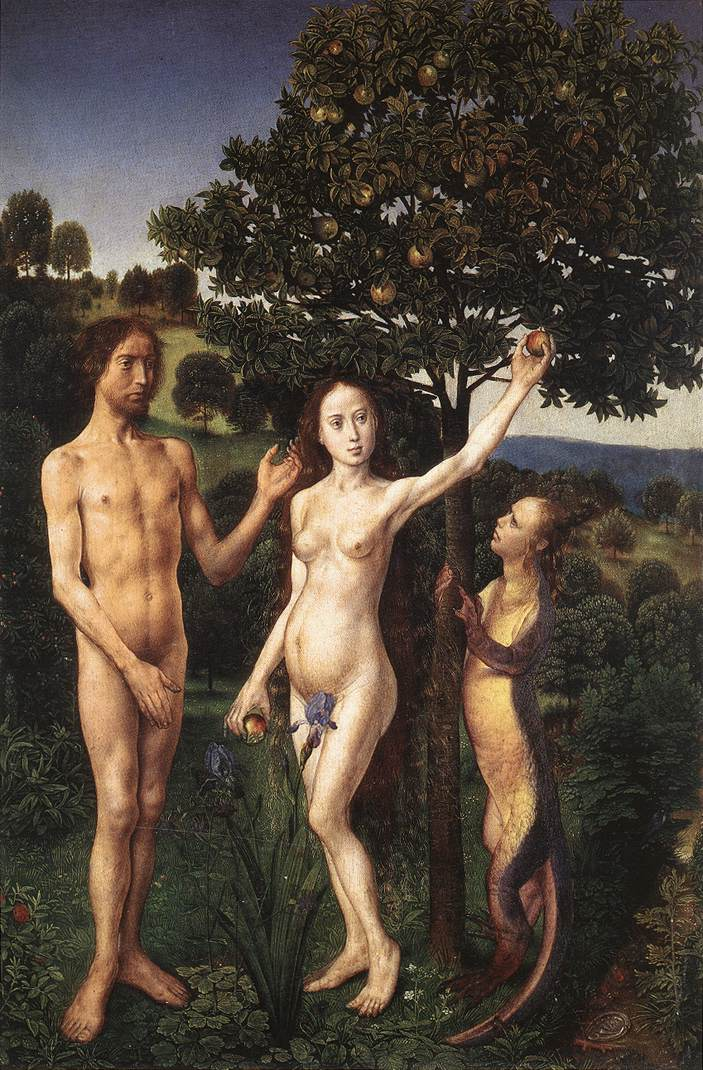
Grzech pierworodny
ok. 1470-79, 32,5 x 22

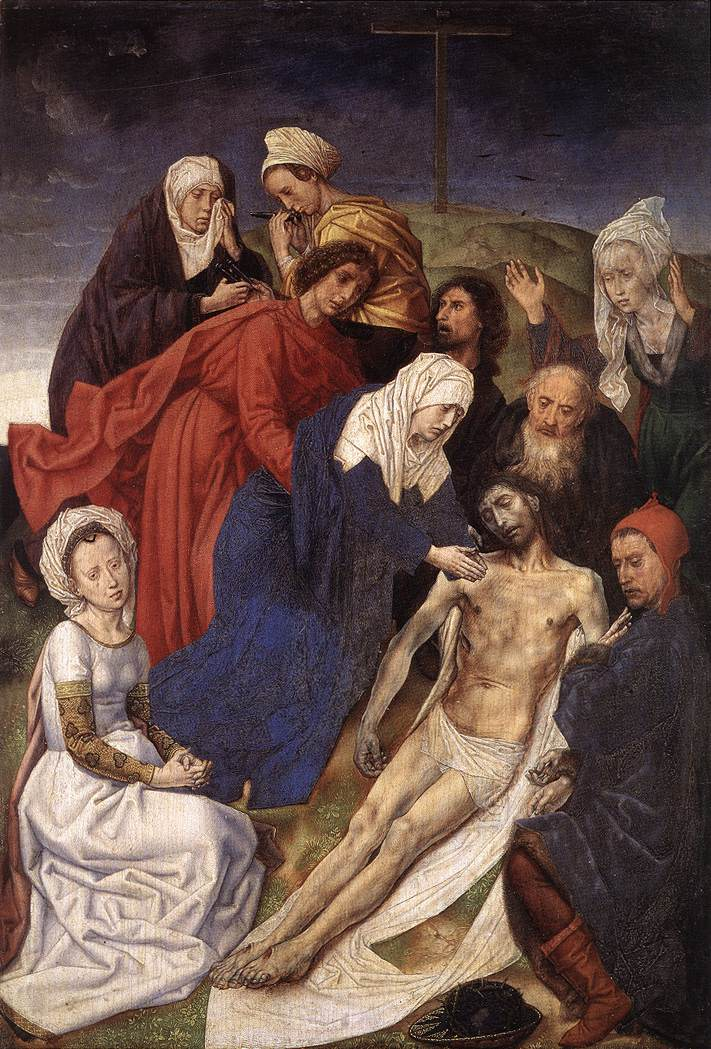
Opłakiwanie
33.8 × 23, Kunsthistorisches Museum

Ołtarz wiedeński – dyptyk malarza niderlandzkiego Hugona van der Goesa.

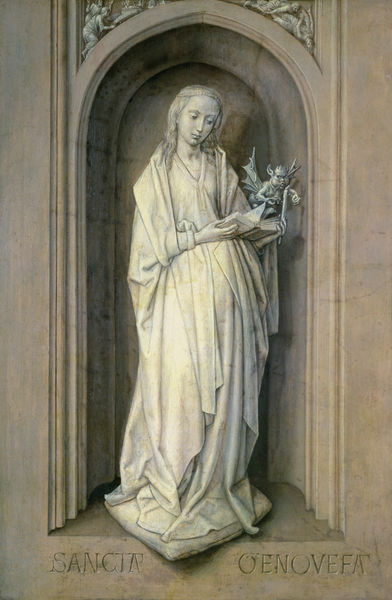
Wizerunek św. Genowefy po zamknięciu dyptyku

## Opis ołtarza

### Grzech pierworodny
Lewa strona dyptyku przedstawia scenę grzechu pierworodnego, jakiego dopuścili się pierwsi ludzie na Ziemi – Adam i Ewa. Motyw został zaczerpnięty z Księgi Rodzaju. Był jednym z najpopularniejszym w malarstwie europejskim, stanowi jeden z nielicznych epizodów Starego Testamentu, gdzie obok siebie pojawiają się nadzy mężczyzna i kobieta. W ikonografii Adam najczęściej ukazywany był po prawej stronie drzewa, oznaczającej "dobro", a Ewa po lewej jako symbol grzechu. Hugo van der Goes zmienił nieco kompozycję. Para stoi koło siebie, po prawej stronie drzewa. Kobieta trzyma w prawej dłoni jabłko, a lewą zrywa kolejne dla swojego mężczyzny. Pod nią rośnie niebieski kosaciec zakrywający jej łono. Kwiat symbolizuje czystość. Adam wstydliwie zasłania swoją nagość i jednocześnie sięga po ofiarowany mu owoc. 
 Po lewej stronie drzewa ukazany został szatan pod postacią czteropalczastej jaszczurki z twarzą kobiety. Jego żeńskie cechy (twarz jest bardzo podobna do oblicza Ewy) nawiązują do popularnej wówczas opinii o kobiecie, jako zmysłowej kusicielce rozumnego mężczyzny. Stwór jest jeszcze w pozycji wyprostowanej, lecz już wkrótce, w wyniku grzechu pierworodnego, Bóg ukarze go, nakazując mu czołgać się na brzuchu po wszech czasy. Również pierwsza para zostanie ukarana wygnaniem z raju; kobieta będzie w bólu rodzić potomstwo i zostanie podporządkowana mężczyźnie, ten zaś skazany będzie na ciężką pracę przez całe życie.

### Opłakiwanie
Po prawej stronie dyptyku artysta przedstawił scenę opłakiwania zdjętego z krzyża Chrystusa. Jezus zstąpił na Ziemię by poprzez swoją śmierć odkupić grzech pierworodny popełniony przez Adama i Ewę. Dzięki temu ludzkość ponownie może dostąpić raju. Malarz zastosował tu kompozycję diagonalną, gdzie ruch odbywa się od krzyża w stronę grobu. Przy ciele Jezusa, w niebieskiej szacie jest Maria oraz Nikodem i Józef z Arymatei w czerwonym nakryciu głowy. Marię podtrzymuje Jan Ewangelista. Za nim stoją dwie płaczące kobiety trzymające w dłoniach gwoździe, którymi przybito Chrystusa. Z prawej strony znajduje się Maria Magdalena. Kolor jej szaty, jak i gest lamentu, jest charakterystyczny dla malarstwa piętnastowiecznego.

### Święta Genowefa
Po zamknięciu dyptyku ukazuje się podobizna świętej Genowefy z Paryża wykonana techniką grisaille. Z tyłu panelu widoczny jest zapis inwentaryzacyjny z czasów, gdy dzieło znajdowało się w zbiorach arcyksięcia Leopolda Wilhelma w 1659 roku. 